# Roberto de Regina
Roberto Miguel de Barros Regina (Rio de Janeiro, 12 de janeiro de 1927 – Rio de Janeiro, 25 de abril de 2025) foi um cravista, regente coral e construtor de cravos brasileiro, além de anestesiologista de formação, reconhecido como o principal precursor do revivalismo da música antiga no país. Ao longo de mais de sete décadas de carreira, liderou a gravação dos primeiros discos de cravo no Brasil, construiu o primeiro instrumento nacional, fundou a Camerata Antiqua de Curitiba e influenciou gerações de intérpretes e luthiers.

## Formação e carreira médica
Roberto de Regina nasceu em 12 de janeiro de 1927 no bairro de Botafogo, Rio de Janeiro,, filho de dois médicos: o paulista Pedro Regina Sobrinho e a carioca Maria Magdalena Freire de Barros. Seus avós paternos eram imigrantes italianos provenientes da Calábria. Seu pai exerceu o cargo de intendente (correspondente ao atual cargo de prefeito) por alguns meses logo após a Revolução de 1930 no seu município natal, Bariri, onde Roberto cresceu.
Graduou-se em Medicina pela Universidade Federal do Rio de Janeiro em 1952 e atuou como anestesiologista no Hospital do Servidor Público Estadual até 1978, conciliando turnos de plantão com estudo de teoria musical histórica.

## Despertar barroco e construção do cravo
Aos 18 anos, ouviu gravações de Wanda Landowska que o deslumbraram e o motivaram a estudar o cravo. Em 1955, projetou e, com auxílio de luthiers italianos, construiu o primeiro cravo fabricado integralmente no Brasil, reduzindo em dois terços o custo de aquisição e permitindo a difusão do instrumento. Esse feito foi apontado por Marcelo Fagerlande como “divisor de águas”, trazendo a música antiga para além de círculos restritos.

## Atuação como intérprete e discografia
Em 1966 lançou "Concerto de Cravo", LP inaugural da discografia brasileira dedicada exclusivamente ao cravo, com sonatas de Domenico Scarlatti. Nos anos seguintes, gravou obras de Johann Sebastian Bach, François Couperin e Jean-Philippe Rameau, totalizando 26 álbuns e cinco DVDs, sempre buscando fidelidade histórica de timbre e execução. Em 2025, lançou a coletânea tripla "Concertos para Cravo Solo", gravada em sua Capela Magdalena, reforçando sua reputação de intérprete e pesquisador.

## Pedagogia e legado acadêmico
Regina ministrou masterclasses na EMESP, UFF e em festivais como o Música Antiga em Olinda durante mais de cinquenta anos. Alunos destacam seu método único que combinava pesquisas arquivísticas com práticas de oficinas de luteria, inspirando cravistas como Fernando Cordella. Participou também de bancas de doutorado e projetos de restauração de instrumentos históricos no país.

## Recepção crítica e homenagens
A crítica especializada saudou suas gravações como marco do renascimento barroco brasileiro. A Folha de S.Paulo elogiou em 1995 sua interpretação das "Variações Goldberg", citando “rigor histórico e virtuosismo técnico”.  Rosana Lanzelotte reconheceu “o vigor do toque e a agilidade mental” de Regina, que “imprimiam nova vida ao repertório antigo”.  Em 2022, o Coro da Camerata Antiqua de Curitiba promoveu o evento “Um homem da Renascença”, homenageando sua versatilidade de músico, luthier e artista plástico.

De tudo o que a humanidade fez, o que mais me deslumbra é o barroco, que, surpreendentemente, é ainda muito pouco conhecido. Só se conhecem as obras fundamentais. Quantas pessoas mergulharam de cabeça nos oratórios de Händel? Muitas vezes há um desprezo pelo rótulo barroco, mas quem se aprofundar neste repertório reconhecerá que a música teve, nesta época, seu ponto culminante. A partir daí fez uma curva, deixou de lado muita coisa, e perdeu um pouco o seu esplendor. Depois do barroco, o vermelho púrpura e o vermelho sanguíneo da música viraram rosa bebê. Mozart, para mim, é cor de rosa se comparado com o esplendor escarlate da música barroca.

— Roberto de Regina, em entrevista concedida a Luis S. Krausz e publicada na Revista CONCERTO (1998).

## Projetos artísticos e Capela Magdalena
Além da música, Regina era artesão e pintor. Em seu sítio em Guaratiba criou o Museu Ronaldo J. Ribeiro, exibindo miniaturas e cenários históricos de sua autoria. Em 1985 inaugurou a Capela Magdalena, recanto barroco de exposições e recitais à luz de velas, usando cravos de sua fabricação. Foi tema do documentário "O Cravista" (2024), dirigido por Luiz Eduardo Ozório.

## Títulos e reconhecimento institucional
Em 30 de novembro de 2024, a UFRJ concedeu-lhe o título de Doutor Honoris Causa por aclamação no Conselho Universitário. No ano de 2023, recebeu Doutor Honoris Causa da Academia Brasileira de Belas Artes. Já em 2024, foi laureado com o Prêmio Cultura da Arquidiocese de São Paulo na categoria Música.

## Morte e luto oficial
Roberto de Regina morreu no dia 25 de abril de 2025, aos 98 anos, em seu sítio em Guaratiba, no Rio de Janeiro. A Prefeitura Municipal de Curitiba decretou luto oficial em reconhecimento à sua contribuição à cultura brasileira.